# 蒙特塞拉特徽章
蒙特塞拉特徽章由一个盾牌组成，上面有一个穿着绿色连衣裙的女人，手持金色竖琴和黑色十字架。徽章至少从 1909 年开始使用，自1962年蒙特塞拉特成为英国皇家殖民地以来，一直是蒙特塞拉特的官方徽章。该徽章出现在蒙特塞拉特旗幟上。

## 历史
1493 年 11 月，哥伦布在第二次前往西印度群岛时首次看到并命名了蒙特塞拉特。 它于 1632 年成为英格兰王国的殖民地，当时圣克里斯托弗的第一任总督托马斯·华纳（Thomas Warner）将爱尔兰天主教徒从他的领土送到蒙特塞拉特。来自弗吉尼亚殖民地的其他爱尔兰人因此搬到了该岛。在 17 世纪至 18 世纪，蒙特塞拉特的主权在法国和英国之间易手。这种情况一直持续到 1783 年，当时《巴黎和约》见证了法国将该岛永久放弃给英国。
蒙特塞拉特于 1871 年加入英属背风群岛。 1909 年 4 月 10 日颁发了皇家特许状，授予蒙特塞拉特、安提瓜、多米尼克、圣基茨和尼维斯以及维尔京群岛自己的徽章。 这些领地的徽章构成了英屬背風群島徽章的一部分。背风群岛联邦于 1956 年 7 月 1 日解散，两年后蒙特塞拉特加入了西印度群岛联邦。1960 年蒙特塞拉特宪法被批准，于 1962 年成为一个独立的皇家殖民地，並繼續采用了 1909 年的徽章。

## 设计

### 象征意义
纹章具有文化、政治和地区意义。 穿着绿色连衣裙的女人是爱尔兰的国家化身艾琳(Erin)。她手握的凯尔特竖琴是爱尔兰的另一个代表。它们都代表着从 1632 年起移民到蒙特塞拉特的爱尔兰定居者。1678 年在英国背风群岛进行的第一次人口普查发现，该岛 70% 的白人居民声称拥有爱尔兰血统，是着联邦中爱尔兰居民的最高比率。十字架象征岛上的基督教传统，而女人对它的拥抱象征着蒙特塞拉特人对基督的爱。

### 用途
蒙特塞拉特旗幟和蒙特塞拉特总督旗皆印有蒙特塞拉特徽章。